# Simodera
Simodera är ett släkte av insekter. Simodera ingår i familjen vårtbitare.
Kladogram enligt Catalogue of Life:
| Simodera | \| \| Simodera acutifolia \| \| \| \| \| \| Simodera halterata \| \| \| \| \| \| Simodera latifolia \| \| \| \| |
|          | \| \| Simodera acutifolia \| \| \| \| \| \| Simodera halterata \| \| \| \| \| \| Simodera latifolia \| \| \| \| |
|          | Simodera acutifolia                                                                                             |
|          | |
|          | Simodera halterata                                                                                              |
|          | |
|          | Simodera latifolia                                                                                              |
|          | |